# 夕刊京都
夕刊京都（ゆうかんきょうと）は、かつて京都府で発行されていた夕刊紙。

## 歴史
1946年5月11日に京都新聞の僚紙的位置付けとして創刊。大阪新聞共々、宅配夕刊紙であった（京都新聞の販売店を通じて販売）。後にそれが仇となって経営難に陥り1982年9月12日に廃刊となった。
「夕刊京都」の商標は京都新聞社が保有している。